# 7444-es mellékút (Magyarország)
A 7444-es számú mellékút egy bő tíz kilométer hosszú, négy számjegyű országos közút Vas vármegyében. Fő funkciója, hogy Sárfimizdó település számára biztosít közúti kapcsolatokat a tőle északra fekvő településszomszédjai irányába.

## Nyomvonala
A 7441-es útból ágazik ki, annak 11,450-es kilométerszelvényénél, Gersekarát nyugati részén. Itt a 7441-es dél-délkelet felé halad, majd nyugatnak fordul, a 7444-e pedig ezt a korábbi dél-délkeleti irányt folytatja. Dózsa György utca néven húzódik, Karátföld főutcájaként, majdnem másfél kilométeren át, majd településrész legdélebbi házai előtt nagyjából déli irányba fordul és kilép a község belterületéről.
2,1 kilométer után eléri a Sárvíz-tó térségét, ott kiágazik belőle délnek egy alsóbbrendű út a tó gátja felé, az út maga pedig délnyugatnak fordul. A tó nyugati végét elhagyva a Sárvíz völgyében halad tovább, nyugati irányban, majd a 3,450-es kilométerszelvény táján átlép Sárfimizdó területére. 4,1 kilométer után keresztezi a Sárvíz-patakot, itt ismét délnyugatnak veszi az irányt.
Ötödik kilométerének elérésével szinte egyidejűleg belép Sárfimizdó lakott területére, ott a Kossuth Lajos utca nevet veszi fel, úgy húzódik nagyjából dél-délnyugati irányban a falu déli széléig, amit 6,5 kilométer megtétele után ér el. A községtől délre két éles irányváltással nyugatnak, majd szinte azonnal északnyugatnak fordul, így halad a 8,600-as kilométerszelvényéig. Ott Halastó település területére ér és a 9. kilométerénél nyugatnak fordul.
A 9,850-es kilométerszelvénye közelében éri el Halastó házait, ott újra északnyugatnak fordul és a Fő utca nevet veszi fel. 10. kilométere után kiágazik belőle nyugat-délnyugati irányban a 74 165-ös út, amely a különálló Belsőhalastó településrészre vezet, majd azt elhagyva, már önkormányzati útként halad tovább Ozmánbük területén, egészen a 76-os főútig, amit annak 73,300-as kilométerszelvényénél ér el, Márkus ozmánbüki településrész déli szélén. A 7444-es út az említett elágazástól még továbbhalad északnyugati irányban, így torkollik vissza a 7441-esbe, annak 16,800-as kilométerszelvényénél.
Teljes hossza, az országos közutak térképes nyilvántartását szolgáló kira.gov.hu adatbázisa szerint 10,568 kilométer.

## Hídjai
Egyetlen hídját sem tartják számon sem az 1945 előtt épült hidak, sem az 1945 után épült, 10 méternél hosszabb hidak között.